# 車速錶

車速錶

車速錶，是车辆儀表板上的其中一個儀錶，顯示車輛行進時的速度。机械式的通常是圓形，用指針指示即時的車速；数字式的则是直接显示速度。
在中国因为车速单位千米每小时经常被误称为“迈”或者“码”，车速表也常被误称为“迈速表”或者“码表”。
大多數車速錶下方同時具有顯示行駛里程數的里程表。

## 外部連結
- Autoblog: Gauging changes （页面存档备份，存于）
- Visual Tyre Size Calculator with speedometer error
- Animated Speedometer Displays in Microsoft Excel